# Gynoplistia trispinosa
Gynoplistia trispinosa là một loài ruồi trong họ Limoniidae. Chúng phân bố ở miền Australasia.